# Virginiavin
Virginiavin er en fælles betegnelse for den vin, der dyrkes i den amerikanske stat Virginia. Traditionelt er den vin fra Nordamerika, vi kender bedst i Europa, den der dyrkes i Californien, men faktisk dyrkes der vin i samtlige USA's 50 stater.

## Historie
Virginia var den amerikanske koloni, hvor europæere først forsøgte sig med vindyrkning. Da englænderne grundlagde kolonien Jamestown i 1607, begyndte de hurtigt at tænke på at lave vin, som der var et stort marked for i England. De første flasker blev produceret på lokale druer i 1609, og to år senere kom vinspecialister fra England til kolonien for at sætte produktionen i system. Nogen succes blev det imidlertid ikke, og bedre gik det ikke, da man senere hentede franske vinspecialister til kolonien. Det lykkedes simpelthen ikke at overføre den europæiske vindyrkning til USA.
I 1769 kom den franske vinspecialist André Estave til den konklusion, at problemerne skyldtes, at klimaet var for hårdt for de europæiske druesorter, man havde importeret. På den senere præsident Thomas Jeffersons foranledning begyndte man i 1773 at lave vin på lokale, amerikanske druesorter. Jefferson var meget glad for vin, og som amerikansk ambassadør i Frankrig studerede han fransk vinproduktion, og han fungerede som rådgiver omkring vin for flere præsidenter efter sin egen præsidentperiode.
I 1800 havde man udviklet nogle hybrider (krydsninger mellem europæiske og amerikanske druesorter), som var velegnede til klimaet, og de fleste af disse dyrkes stadig og bruges i vinproduktionen, selv om sorterne er ret ukendte uden for USA: Alexander, Catawba, Isabella, Niagara, Concord, og Delaware. Op gennem første halvdel af 1800-tallet udviklede der sig en stor vinindustri i Virginia, og staten var den stat i USA, der producerede mest vin, men under den amerikanske borgerkrig blev de fleste vinproducerende etablissementer ødelagt under de mange kampe, der fandt sted i staten, og efter borgerkrigen kunne vinproducenterne i Virginia ikke længere konkurrere med vin fra Californien. I 1914 stemte befolkningen i Virginia for indførelsen af et spiritusforbud i staten, og det lykkedes derfor ikke at få vinproduktionen i gang igen. Først i 1960'erne begyndte man for alvor igen at interessere sig for vindyrkning og produktion af vin i Virginia.

## Udviklingen i vinproduktionen i nyere tid
I 1979 fandtes der kun 6 vinproducenter (wineries), og i 1989 var der 29. Disse producerede tilsammen 300.00 flasker vin. I dag (2012) er der over 100, og det areal, der er tilplantet med vin udgør godt 1.200 hektar, og der kommer stadig nye vingårde (vineyards) til. I 2012 var der over 230, og der blev høstet mere end 7.500 ton druer, hvilket gav omkring 10 millioner flasker. Virginia er i dag nummer 7 i USA, når det gælder antallet af producenter og nummer 15, når det gælder den producerede mængde vin. Endelig er staten nummer 5, når det gælder produktion af vin produceret på europæiske druesorter (vinifera-druer).

## Vindistrikter og druesorter
Staten er opdelt i fem distrikter: Central Virginia, Northern Virginia, Eastern Virginia, Southwest Virginia og Shenandoah Valley, og disse repræsenterer 6 officielle vindyrkende regioner: Monticello, Northern Neck, Rocky Knob, Shenandoah Valley, Eastern Shore og North Fork of Roanoke. Hverken regioner eller distrikter må forveksles med de syv godkendte AVA'er, selv om der er navnesammenfald mellem regioner og AVA'er.
I 1960'erne var det stadig de amerikanske druer, man benyttede sig af, men i 70’erne skiftede producenterne igen fokus til europæiske druesorter, primært franske. I dag er de mest producerede hvide vine blandt andet Chardonnay, Pinot Gris, Sauvignon Blanc og Viognier. Populære rødvine er blandt andet Cabernet Sauvignon, Merlot, Pinot Noir og Cabernet Franc. Der dyrkes også fortsat en del hybrider (krydsninger mellem europæiske og nordamerikanske druer), blandt andre Seyval Blanc og Vidal Blanc (hvide) samt Chambourcin og Norton (røde). Specielt Norton har givet flere vine, der løbende kåres som de bedste vine fra Virginia på vinmesser i USA.
I begyndelsen af nyere tid blev der mest produceret halvsøde og søde vine, men i dag produceres der adskillige halvtørre og tørre vine, både rød og hvid. Ligeledes produceres der mousserende vine og en række specielle blandinger, blandt andet Brut, som her betegner en blanding af Chardonnay og Pinot Noir; samt Cabernet Blanc, som er en Cabernet Sauvignon, hvor skallerne fjernes meget tidligt i produktionsforløbet for at give en laksefarvet farve til vinen. Endelig produceres en del vin, der enten er iblandet frugtvin eller er ren frugtvin.

## Farm wine
Farm wine er en betegnelse, der gives til producenter, der får mindst 51% af druemosten fra vingårde, de selv ejer eller leaser. Betegnelsen fortæller derimod ikke noget om vinens kvalitet. Loven omkring "farm wine" blev vedtaget i 1980 og giver de pågældende vingårde nogle lovgivningsmæssige fordele i forhold til producenter, der køber hovedparten af deres most fra "fremmede" vingårde.
Vine fra Virginia sælges stort set kun i det østlige USA og ses faktisk aldrig i Europa.

## Eksterne referencer
- Om Virginias vin
- Om vindyrkning i USA